# پوند آفریقای جنوبی
پوند آفریقای جنوبی (به انگلیسی: South African pound) (به زبان بومی: Suid-Afrikaanse pond) یکای پول رایج در کشور آفریقای جنوبی است. مسئولیت کنترل این یکای پول برعهدهٔ بانک مرکزی آفریقای جنوبی قرار دارد.